# Michel Ferry
Pour les articles homonymes, voir Ferry.
 (avril 2014).
Si vous disposez d'ouvrages ou d'articles de référence ou si vous connaissez des sites web de qualité traitant du thème abordé ici, merci de compléter l'article en donnant les références utiles à sa vérifiabilité et en les liant à la section « Notes et références ».
Michel Ferry, né le 25 décembre 1944 à Monaco, vice-président délégué aux sports de l’Automobile Club de Monaco.

## Biographie
Ayant obtenu son baccalauréat en mathématiques au lycée Albert-Ier de Monaco puis une maîtrise de sciences économiques à l'université de Nice, un doctorat de spécialité en gestion des entreprises, Michel Ferry exerce à l'Automobile Club de Monaco en qualité de commissaire général et de directeur des Grands Prix de Monaco.
Michel Ferry intègre la Société des bains de mer de Monaco et, entre 1971 et 1989, occupe les postes de contrôleur, attaché administratif auprès du directeur général des jeux, chef du contrôle opérationnel des jeux puis directeur du département marketing des jeux.
Depuis 1962, il exerce à l'Automobile Club de Monaco des fonctions et des responsabilités croissantes. Commissaire de route du Rallye Monte-Carlo, il devient membre de la commission de presse et relations publiques jusqu'en 1972. Il est alors promu commissaire général adjoint des épreuves automobiles et, en 1974, commissaire  général. De 1983 à 1993, il est directeur du Grand Prix de Monaco de Formule 3 et directeur-adjoint du Grand Prix automobile de Monaco.
Depuis 2011 au moment de l’obtention par la FIA de la super-licence de directeur de course F1, il devient directeur du Grand Prix automobile de Monaco.
Au sein de la Fédération internationale de l'automobile, Michel Ferry est membre suppléant au Conseil mondial, membre de la commission F1, de la commission du championnat du monde des rallyes, de la commission du Sport automobile historique et de la commission historique internationale.
Michel Ferry est titulaire d'une super-licence FIA » de directeur de Grand Prix et membre du bureau de la Fédération internationale des véhicules anciens.
En 1988, il crée le Ferrari Club de Monaco puis, en 1992, le Harley Davidson Club de Monaco ; il reste président de ces deux clubs.

## Distinctions
- Officier de l'ordre de Saint-Charles
- Officier de l'ordre de Grimaldi (2023)[3]
- Médaille de vermeil de l’Éducation physique et des Sports.